# Storsanden
Storsanden is een onbewoond langwerpig eiland in de Zweedse Kalixrivier. Het eiland heeft geen oeververbinding. Het heeft een oppervlakte van ongeveer 4, 5 hectare. De afstand tot de westoever is ongeveer 325 meter, tot de oostoever ongeveer 25 meter.